# Scanners
Scanners är en kanadensisk skräckfilm från 1981.

## Handling
I en nära framtid visar vapenjätten ConSec ett plötsligt intresse för en mystisk man (Stephen Lack) med en märklig förmåga. Han är nämligen en så kallad "scanner" och besitter förmågan att kontrollera, och till och med döda, en annan människa enbart med tankekraft. De vill att han ska infiltrera en underjordisk rörelse av scanners ledd av den mäktigaste av dem alla, Darryl Revok (Michael Ironside), och även om han från början är tveksam till uppgiften väljer han att ställa upp - trots att det skulle kunna leda till hans död.

## Om filmen
Scanners blev David Cronenbergs internationella genombrott som regissör då den visade prov på både uppfinningsrikedom och filmiskt nyskapande inom den, vid det laget, ganska tama science fiction/skräck-genren. Specialeffekterna är makalösa och historien mardrömslik, något som gjort Scanners till en modern skräckklassiker.

## Rollista (i urval)
- Jennifer O'Neill - Kim Obrist
- Stephen Lack - Cameron Vale
- Lawrence Dane - Breadon Keller
- Michael Ironside - Darryl Revok